# Gunsmith Cats
 (avril 2021).
Autre
Gunsmith Cats (ガンスミス キャッツ, Gansumisu Kyattsu) est un manga écrit et dessiné par Ken'ichi Sonoda. Il a été prépublié dans le magazine Afternoon entre février 1991 et juin 1997 et a été compilé en un total de huit volumes. Une réédition en quatre volumes a ensuite été commercialisée. Une suite nommée Gunsmith Cats Burst a été prépublié entre juillet 2004 et septembre 2008 et compilé en cinq tomes. Toutes ces versions sont publiées en version française par Glénat.
Cette série a été adaptée en anime sous forme d'OAV de trois épisodes entre 1995 et 1996.

## Synopsis
Rally Vincent tient une armurerie à Chicago avec son assistante Minnie-Mey Hopkins. Mais dans les faits, leur activité principale est celle de chasseuses de primes. Si Rally, passionnée d'armes à feu (normal pour une armurière…) est une tireuse hors pair avec son CZ 75, Mey est une spécialiste des explosifs.
Ensemble elles forment un duo pour le moins détonnant, avec notamment l'aide de Becky, leur informatrice.

## Personnages
- Irène "Rally" Vincent : Héroïne de l'histoire : Chasseuse de prime de Chicago très réputée et propriétaire du Gunsmith Cats (armurerie) d'origine amérindienne. Spécialiste en armes, elle adore le CZ75 (modèle militaire) et utilise un Sig P210-6 quand son CZ75 est détruit ou perdu. Elle a un Colt 1908 monté sur rail dans sa manche droite. Elle aime les muscle cars et possède une Shelby GT 500 que son activité l'oblige souvent à faire réparer.
- Minnie-Mey Hopkins : Spécialiste des explosifs en tout genre, associée de Rally. Attaque à la grenade modifiée, formée par son compagnon Ken. Malgré son apparence d'enfant, elle a 18 ans au début du manga.
- Roy Colman : Inspecteur de police blasé et agent de liaison entre cette dernière et Rally. Il la couvrira de nombreuses fois.
- Ken : Compagnon de Minnie-Mey (de 17 ans son aîné) et son mentor concernant les explosifs, ancien terroriste mercenaire.
- Bean Bandit : Le meilleur transporteur du milieu (dont on peut penser que le film du même nom s'inspire). Ce personnage fait passer ses "boulots" avant ses amis, il lance des couteaux, change très souvent de voiture et porte généralement des vêtements pare-balles.
- Becky Farrah : Informatrice attitrée de Rally et amie, qui ne lâche jamais une information à crédit.
- Misty Brown : Petite voleuse (préférant les filles) qui rejoint le groupe plus tard.
- Gray : Premier grand ennemi de Rally (avec une main en moins après leur première rencontre).
- Goldie : Chef de gang spécialisée dans les drogues permettant les manipulations mentales (deuxième grande ennemie de Rally).
- Riff Raff : Transporteuse en devenir qui souhaite battre Bean pour se faire un nom.
- Mister V. : Père de Rally, drogué et reconditionné par Goldie.

## Manga
La série a été prépubliée entre février 1991 et juin 1997 dans le magazine Afternoon, puis compilé en huit volumes. En France, la série a été prépubliée dans le magazine Manga Player et éditée en intégralité en volume reliée par Glénat. Une édition au format double de quatre tomes a ensuite vu le jour. La suite nommée Gunsmith Cats Burst

### Gunsmith Cats
| no | Japonais          | Japonais      | Français         | Français          |
| no | Date de sortie    | ISBN          | Date de sortie   | ISBN              |
| --- | ----------------- | ------------- | ---------------- | ----------------- |
| 1 | 16 décembre 1991  | 4-06-314039-3 | 24 octobre 1996  | 978-2-7234-2169-0 |
| Liste des chapitres : 1. L'amateur 2. Bonnie & Clyde 3. Sous la pression (Bonnie & Clyde) 4. Explosion (Bonnie & Clyde) 5. CZ75 6. Compte à rebours 7. Mise à feu                                                                                |                   |               |                  |                   |
| 2 | 22 septembre 1992 | 4-06-314047-4 | 21 janvier 1998  | 978-2-7234-2231-4 |
| Liste des chapitres : 1. La brouille 2. Parole et action 3. Amorce 4. Dans la mire 5. Coup dur 6. Balles en bois 7. Coup de medecine 8. Bean |                   |               |                  |                   |
| 3 | 23 avril 1993     | 4-06-314060-1 | 26 novembre 1998 | 978-2-7234-2232-1 |
| Liste des chapitres : 1. Hammer less 2. Big game 3. SIG-SG550 4. Lost 5. Slide stop 6. Misty Brown 7. Handicap 8. Fast burning |                   |               |                  |                   |
| 4 | 22 janvier 1994   | 4-06-314074-1 | 17 avril 1999    | 978-2-7234-2233-8 |
| Liste des chapitres : 1. Minnie Mey 2. Injection 3. Bad trip 4. Psychedelic 5. Roy 6. Hammer Release 7. Le poison du scorpion 8. Lost game 9. Cool down                                                                                          |                   |               |                  |                   |
| 5 | 23 février 1995   | 4-06-314096-2 | 24 avril 2000    | 978-2-7234-2234-5 |
| Liste des chapitres : 1. Rolling Bean 2. Sleeper 3. V26 4. Hot motor 5. Whiteout 6. Missing Washington 7. N.Y. hit 8. Crossfire 9. Game, set… |                   |               |                  |                   |
| 6 | 22 novembre 1995  | 4-06-314120-9 | 26 novembre 2000 | 978-2-7234-3160-6 |
| Liste des chapitres : 1. Kidnapping 2. Monsieur Smart 3. Long 4. Minuits et quatre minutes… 5. Calibre cinquante 6. Gina 7. Bloody Rally 8. 9mm contre 40mm 9. La famille 10. Sweet home                                                         |                   |               |                  |                   |
| 7 | 23 octobre 1996   | 4-06-314141-1 | 19 mai 2001      | 978-2-7234-3546-8 |
| Liste des chapitres : 1. Le retour de Goldie 2. Le duel 3. Ça va pèter !! 4. Monsieur "V" 5. Papa ?... 6. La dame de fer 7. Dernier soir 8. Suicide 9. Le flingue de mon père 10. Sans pitié 11. Me revoilà !                                    |                   |               |                  |                   |
| 8 | 23 juillet 1997   | 4-06-314158-6 | 15 janvier 2002  | 978-2-7234-3547-5 |
| Liste des chapitres : 1. De la sueur et des larmes 2. La femme de fer et d'acier 3. Misty s'amuse... 4. La clef 5. Secret et gros calibre 6. La planche à billets 7. Ça va chauffer... 8. La course poursuite 9. Final 10. Joyeux anniversaire ! |                   |               |                  |                   |

### Gunsmith Cats Revised Edition
| no | Japonais          | Japonais      | Français        | Français          |
| no | Date de sortie    | ISBN          | Date de sortie  | ISBN              |
| -- | ----------------- | ------------- | --------------- | ----------------- |
| 1  | 22 juillet 2005   | 4-06-372039-X | 11 octobre 2006 | 978-2-7234-5721-7 |
| 2  | 23 août 2005      | 4-06-372051-9 | 25 octobre 2006 | 978-2-7234-5732-3 |
| 3  | 21 septembre 2005 | 4-06-372065-9 | 6 décembre 2006 | 978-2-7234-5776-7 |
| 4  | 21 octobre 2005   | 4-06-372085-3 | 14 février 2007 | 978-2-7234-5785-9 |

### Gunsmith Cats Burst
| no | Japonais          | Japonais          | Français        | Français          |
| no | Date de sortie    | ISBN              | Date de sortie  | ISBN              |
| -- | ----------------- | ----------------- | --------------- | ----------------- |
| 1  | 23 juin 2005      | 4-06-314383-X     | 21 février 2007 | 978-2-7234-5505-3 |
| 2  | 22 novembre 2005  | 4-06-314396-1     | 18 avril 2007   | 978-2-7234-5674-6 |
| 3  | 22 septembre 2006 | 4-06-314426-7     | 11 juillet 2007 | 978-2-7234-5804-7 |
| 4  | 23 octobre 2007   | 978-4-06-314474-1 | 20 août 2008    | 978-2-7234-5814-6 |
| 5  | 21 novembre 2008  | 978-4-06-314538-0 | 20 juillet 2011 | 978-2-7234-6652-3 |

## OAV
- 1995-1996 : Gunsmith Cats, trois épisodes.

### Édition japonaise
Première édition
1. 1 2  Tome 1
2. 1 2  Tome 2
3. 1 2  Tome 3
4. 1 2  Tome 4
5. 1 2  Tome 5
6. 1 2  Tome 6
7. 1 2  Tome 7
8. 1 2  Tome 8

Revised Edition
1. 1 2  Tome 1
2. 1 2  Tome 2
3. 1 2  Tome 3
4. 1 2  Tome 4

Gunsmith Cats Burst
1. 1 2  Tome 1
2. 1 2  Tome 2
3. 1 2  Tome 3
4. 1 2  Tome 4
5. 1 2  Tome 5

### Édition française
Première édition
1. 1 2  Tome 1
2. 1 2  Tome 2
3. 1 2  Tome 3
4. 1 2  Tome 4
5. 1 2  Tome 5
6. 1 2  Tome 6
7. 1 2  Tome 7
8. 1 2  Tome 8

Revised Edition
1. 1 2  Tome 1
2. 1 2  Tome 2
3. 1 2  Tome 3
4. 1 2  Tome 4

Gunsmith Cats Burst
1. 1 2  Tome 1
2. 1 2  Tome 2
3. 1 2  Tome 3
4. 1 2  Tome 4
5. 1 2  Tome 5